# Hochfeiler
Hochfeiler (Italiensk: Gran Pilastro) er det højeste bjerg i Zillertal Alperne beliggende på grænsen mellem delstaten Tyrol i Østrig , og Sydtyrol i Italien.

## Omgivelser
Bjerget er omgivet af gletsjere. Mod nord og øst strækker sig Schleggiskees, der er den største gletsjer i området helt op mod toppen, i syd ligger Gliderferner og mod vest Weißkarferner. Nabobjerge er mod øst ad østryggen , Hohe Weißzint med en højde på 3.371 meter og i nordvest ligger det 3.463 meter høje Hochfernerspitze.
Nærliggende bebyggelser er den mod vest, ca.7 km i Luftlinie liggende Stein i Pfitscher Tal og mod sydvest i Ahrntal liggende 15 km væk turistbyen Luttach.